# Galactisch jaar

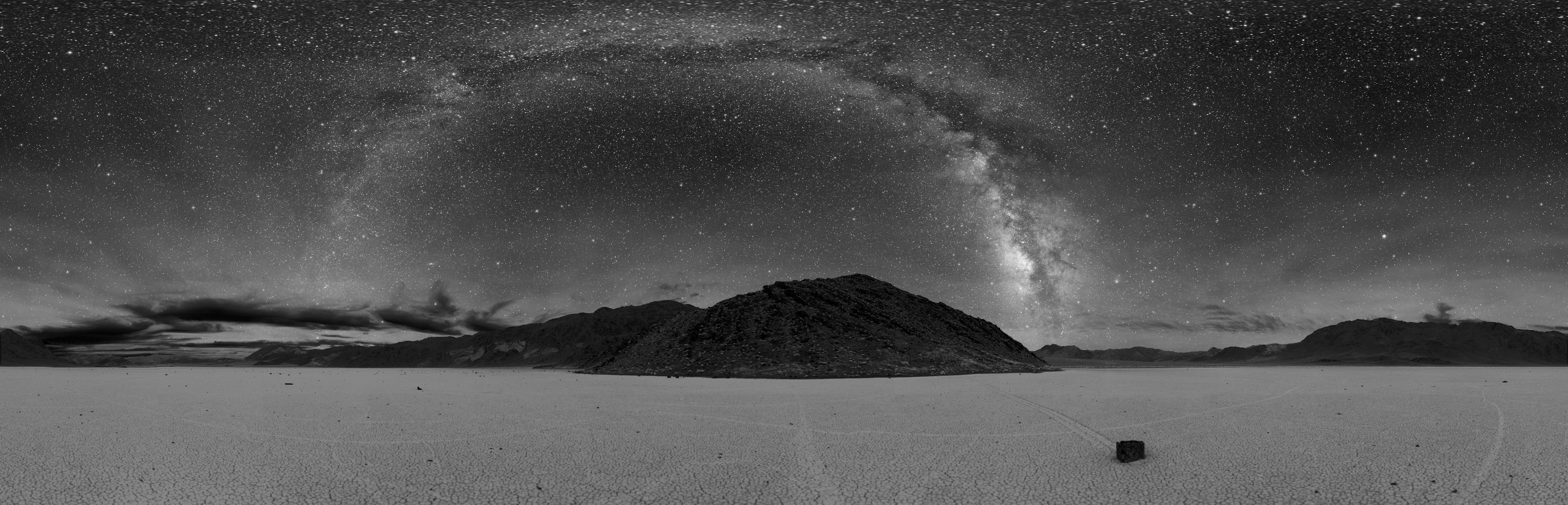
Panoramische foto van de Melkweg, genomen vanaf Death Valley.

Een galactisch jaar, ook wel bekend als kosmisch jaar, is de tijd die het zonnestelsel nodig heeft om een baan te maken rond het centrum van de Melkweg. Deze tijd komt ongeveer overeen met 225 tot 250 miljoen "aardse" jaren.
Een galactisch jaar is een praktische eenheid voor het indelen van kosmische en geologische perioden in de geschiedenis. In tegenstelling tot een miljard jaar of een miljoen jaar, dat te groot of te klein is om te hanteren voor een duidelijke schaal.

## Tijdlijn van de geschiedenis van de aarde in galactische jaren
In deze lijst, 1 galactisch jaar (GY) = 225 miljoen jaar
- -40 GY: Ontstaan van de Melkweg
- 0 GY: Ontstaan van de Zon
- 4 GY: Ontstaan van oceanen op de Aarde
- 5 GY: Ontstaan van leven op Aarde
- 6 GY: Verschijnen van prokaryoten
- 7 GY: Ontwikkeling van bacteriën
- 10 GY: Vormen van de continenten
- 13 GY: Eukaryoten ontstaan
- 16 GY: Meercellige organismen ontstaan
- 17,8 GY: Cambrische explosie
- 19 GY: Perm-Trias-massa-extinctie
- 19,6 GY: Krijt-Paleogeengrens
- 19,999 GY: Opkomen van de mens
- 20 GY: heden